# Находище на венерин косъм
Находище на венерин косъм е защитена местност в България. Намира се в землищата на Кърджали и село Резбарци, област Кърджали.
Защитената местност е с площ 1,5 ha. Обявена е на 3 декември 1981 г. с цел опазване на естествено находище на венерин косъм (Adiantum capilus veneris).
В защитената местност се забраняват:
- всякакви действия, като нараняване на стъблата, късане на цветовете или изкореняване на растенията;
- влизането, преминаването и паркирането на моторни превозни средства;
- пашата на домашни животни;
- безпокоенето на дивите животни, вземането на техните малки или яйцата им, както и разрушаването на гнездата и леговищата им;
- разкриването на кариери, провеждането на минно-геоложки и други дейности, с които се повреждат или изменят както естествения облик на местността, така и на водния и режим;
- всякакво строителство, освен в случаите, когато такова е предвидено в устройствения проект на защитената местност.[1]